# Jacqueline Arenal
Jacqueline Diana Arenal Farré (La Habana Cuba, 10 de abril de 1968) es una actriz cubana con una amplia participación en telenovelas, así como, también en el cine cubano y colombiano.

## Biografía
Desde pequeña mostraba aptitudes para la actuación. Es graduada de actuación en el Instituto Superior de Arte en 1990. Sus padres son el escritor y dramaturgo Humberto Arenal y la actriz Martha Farre. Y su hermana Marta. 

## Carrera
Desde hace muchos años reside en Colombia, a la que viajó por un contrato de trabajo con el canal colombiano RCN Televisión en el que ha participado en telenovelas que han gozado de la aceptación del pueblo conquistando también la admiración y el respeto de los televidentes del país sudamericano con personajes como la Yoli de Los Reyes. Estudió ballet clásico en la escuela del Ballet Nacional de Cuba y al graduarse de ballerina continuó la carrera de actuación en el Instituto Superior de Arte ISA por sus siglas. Desde muy niña se interesaba por la actuación inspirada por todos en su casa, su padre como director de teatro y por su madre y su hermana Marta (Rirri )  actriz del teatro Guiñol , con la cual hizo sus primeras incursiones en la escena siendo aún una niña

## Filmografía

### Televisión

#### Colombia
- Medusa (2025) — Esperanza[1]
- Cien años de soledad (2024) — Leonor Moscote[2]
- Pálpito (2022-2023) — Greta Volcán vda. de Duarte[3][4]
- La Nocturna 2 (2020) — Salomé
- María Magdalena (2018-2019) — Virgen María
- Tarde lo conocí (2017-2018) — Margot Romero
- Sinú, río de pasiones (2016) — Sonia Moscote
- Contra el tiempo (2016) — Lucía Pérez
- La suegra (2014) — Victoria Maldonado
- Chica vampiro (2013-2014) — Ana McLaren
- Las santísimas (2012-2013) — Candelaria Medina
- Escobar, el patrón del mal (2012) — Maruja Pachón
- Correo de inocentes (2011-2012) — Fiscal Cinthya
- Primera dama (2011-2012) — Estrella Soto
- Hilos de amor (2010-2011)— Mamá de Scarlet
- Amor sincero (2010) — Ana María
- Verano en Venecia (2009) — Amanda
- Mujeres asesinas (2008) — Clara, la fantasiosa
- Los Reyes (2005-2006) — Mayoli 'Yoli' González

#### Cuba
- Ellas son así de feas (1999) — Claudia
- Si me pudieras querer (1998) — La doctora Marcia
- Tierra brava (1997) — Verena Contreras
- De tu sueño a mi sueño (1991) — Mariana

## Cine
- Perder es ganar un poco (2023)[5]
- ¿La vida en rosa? (2004)
- The Five Obstructions  (2003) (Dinamarca).
- El misterio Galíndez (2002) (España).
- Miradas (2001)
- Un paraíso bajo las estrellas (1999)
- El siglo de las luces (1992)
- Plaff o Demasiado miedo a la vida (1989)

## Premios y nominaciones

### Premios TVyNovelas
| Año  | Categoría                              | Telenovela o serie | Resultado |
| ---- | -------------------------------------- | ------------------ | --------- |
| 2015 | Mejor actriz protagónica de telenovela | La suegra          | Nominada  |
| 2006 | Mejor actriz antagónica                | Los Reyes          | Nominada  |